# Jeferson Rivas
Jeferson Rivas Tirado (Medellín, Colombia; 19 de mayo de 1997) es un futbolista colombiano. Juega de delantero y su equipo actual es el Deportivo Pasto de la Categoría Primera A.

## Trayectoria
Canterano del Atlético Nacional, Rivas fue promovido al primer equipo en 2016, sin embargo no llegó a debutar en el Nacional. Comenzó su carrera en el ascenso colombiano en 2018.
En junio de 2022 dío el salto a primera, y fichó en el Independiente Santa Fe.
El 13 de julio de 2023, fue transferido a las Águilas Doradas.

## Estadísticas
Actualizado al último partido disputado el 23 de septiembre de 2023.
| Club                              | Div.          | Temporada     | Liga  | Liga  | Copas nacionales | Copas nacionales | Copas internacionales | Copas internacionales | Total | Total |
| Club                              | Div.          | Temporada     | Part. | Goles | Part.            | Goles            | Part.                 | Goles                 | Part. | Goles |
| --------------------------------- | ------------- | ------------- | ----- | ----- | ---------------- | ---------------- | --------------------- | --------------------- | ----- | ----- |
| Tigres · Colombia                 | 2.ª           | 2018          | 13    | 2     | 0                | 0                | —                     | —                     | 13    | 2     |
| Tigres · Colombia                 | Total club    | Total club    | 13    | 2     | 0                | 0                | 0                     | 0                     | 13    | 2     |
| Leones · Colombia                 | 2.ª           | 2019          | 17    | 5     | 3                | 1                | —                     | —                     | 20    | 6     |
| Leones · Colombia                 | 2.ª           | 2020          | 3     | 0     | 2                | 0                | —                     | —                     | 5     | 0     |
| Leones · Colombia                 | 2.ª           | 2021          | 37    | 10    | 4                | 1                | —                     | —                     | 41    | 11    |
| Leones · Colombia                 | 2.ª           | 2022          | 19    | 13    | 1                | 1                | —                     | —                     | 20    | 14    |
| Leones · Colombia                 | Total club    | Total club    | 76    | 28    | 10               | 3                | 0                     | 0                     | 86    | 31    |
| Independiente Santa Fe · Colombia | 1.ª           | 2022          | 22    | 2     | 0                | 0                | —                     | —                     | 22    | 2     |
| Independiente Santa Fe · Colombia | 1.ª           | 2023          | 4     | 0     | 0                | 0                | 1                     | 0                     | 5     | 0     |
| Independiente Santa Fe · Colombia | Total club    | Total club    | 26    | 2     | 0                | 0                | 1                     | 0                     | 27    | 2     |
| Águilas Doradas · Colombia        | 1.ª           | 2023          | 6     | 1     | 3                | 0                | —                     | —                     | 9     | 1     |
| Águilas Doradas · Colombia        | Total club    | Total club    | 6     | 1     | 3                | 0                | 0                     | 0                     | 9     | 1     |
| Deportivo Pasto · Colombia        | 1.ª           | 2025          | 1     | 1     | 0                | 0                | —                     | —                     | 1     | 1     |
| Deportivo Pasto · Colombia        | Total club    | Total club    | 1     | 1     | 0                | 0                | 0                     | 0                     | 1     | 1     |
| Total carrera                     | Total carrera | Total carrera | 122   | 34    | 13               | 3                | 0                     | 0                     | 136   | 37    |